# Diebsspinne
Die Diebsspinne (Argyrodes argyrodes) ist eine Webspinne aus der Familie der Kugelspinnen (Theridiidae). Die Art erhält wie die übergeordnete Gattung ihre deutsche Trivialbezeichnung durch ihre Ernährungsweise. Sie bedient sich an den Beutetieren von Echten Radnetzspinnen (Araneidae).

## Merkmale

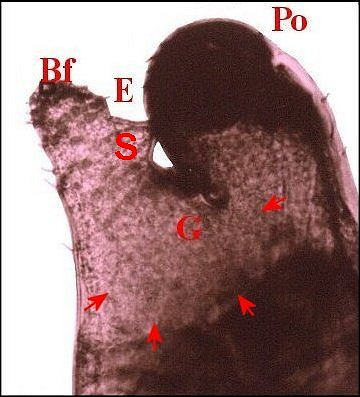
Detail der Drüsen am Prosoma des Männchens

Die Diebsspinne besitzt wie viele Kugelspinnen eine eher geringe Körperlänge von vier bis sechs Millimetern, unterscheidet sich aber wie alle Arten der Gattung von den anderen Vertretern der Familie durch das kegelförmig erhöhte und in Lateralsicht dreieckig erscheinende Opisthosoma (Hinterleib). Diese Eigenschaft tritt beim Weibchen noch einmal verstärkter als beim Männchen auf. Auffällig ist auch beim Männchen die blasenartig erhöhte und nach oben zweizipflige Kopfpartie. Der vordere Zipfel enthält Drüsen für ein Sekret, das während der Paarung zum Einsatz kommt. Zwischen diesen beiden Zipfeln befindet sich an jeder Kopfseite eine tiefe Grube. Die Grundfarbe der Art ist dunkelbraun, die Färbung variiert jedoch bei den Geschlechtern. Beim Weibchen sind Prosoma und Sternum braun gefärbt. Dasselbe trifft auch auf die Beine des Weibchens zu, wobei hier das erste Beinpaar deutlich länger als die anderen ausfällt. Das Opisthosoma des Weibchens erscheint silbrig und ist vorne mit einem braunen Medialstreifen versehen, der nach oben hin wiederum mit zwei braunen Flecken erweitert wird. Die Unterseite des Opisthosomas ist hier braun und mit silbrigen Flecken versehen. Das Männchen verfügt über ein schwarzes Sternum und über ein weitaus weniger silbrig erscheinendes Opisthosoma als das Weibchen. Außerdem besitzen hier alle Beine die gleiche Länge.

## Vorkommen
Das Verbreitungsgebiet der Diebsspinne reicht vom Mittelmeerraum bis Westafrika, wobei die Art auch auf den Seychellen vorkommt. In ihrem Verbreitungsgebiet bewohnt die Art besonders trockene und verbuschte Stellen. Dabei wird besonders undurchdringliches Gestrüpp von Feigenkakteen bevorzugt. Entsprechend ihrer Lebensweise findet man die Diebsspinne oftmals in den Netzen von Echten Radnetzspinnen (Araneidae).

### Gefährdung und Schutz
Die Diebsspinne ist besonders im südlichen Teil ihres Lebensraums gebietsweise nicht selten und dementsprechend nicht geschützt.

## Lebensweise

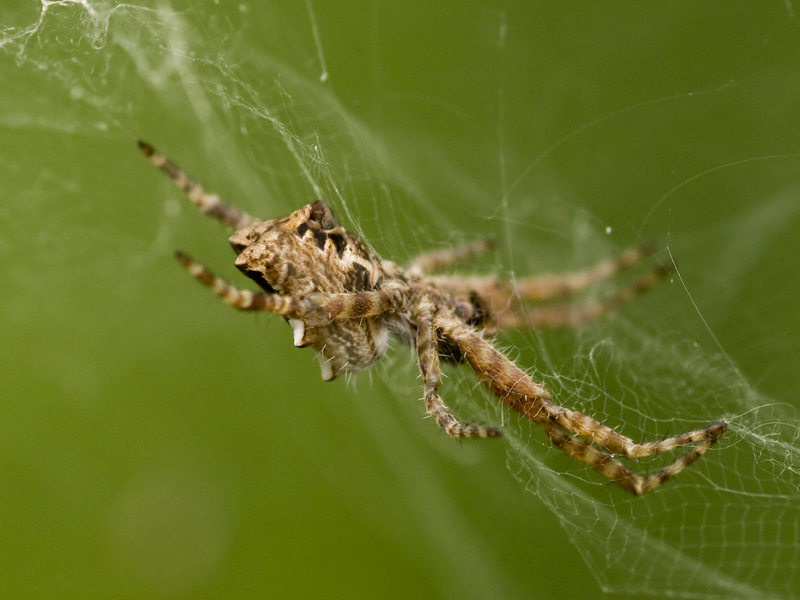
Besonders von Beutetieren der Opuntienspinne (Cyrtophora citricola) ernährt sich die Diebsspinne.

Die Diebsspinne verdankt ihren Namen durch ihre für Spinnen außergewöhnliche Lebensweise. Die Art hält sich bevorzugt in den Netzen von Echten Radnetzspinnen auf, am häufigsten in denen der Opuntienspinne (Cyrtophora citricola). Aufgrund ihrer geringen Größe wird sie von der Netzbesitzerin kaum beachtet. Dies nutzt die Diebsspinne aus, um sich an Beutetieren der Netzeigentümerin zu bedienen.

### Fortpflanzung

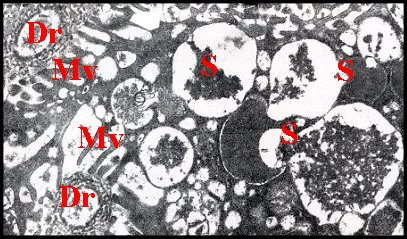
Mikroskopie der Drüsenorgane des Männchens

Auch die Paarung findet in den Fangnetzen der anderen Spinnen statt. Das Männchen nähert sich hierbei dem Weibchen mit zitterndem Körper und mit Zupfsignalen am Netz. Anschließend nähert sich dieses dem Männchen und ergreift mit seinen Cheliceren die beiden grubenartigen Vertiefungen am Prosoma des Männchens, welches nun mithilfe der dort befindlichen Drüsen ein Sekret absondert, das vermutlich der Stimulation oder Besänftigung des Weibchens dient. Bei der darauf folgenden und mehrstündig andauernden Paarung führt das Männchen abwechselnd seine Bulbi in die Spermathek des Weibchens ein. Dabei erfolgt ein Wechsel im Regelfall über 100 mal. Um Paarungen mit weiteren Männchen zu verhindern, setzt dieses nach der Paarung mithilfe der Bulbi Sekrettropfen auf die Spermathek der Partnerin, die nach dem Absetzen zu einem massiven Pfropf erstarren. Kurze Zeit nach der Paarung fertigt das Weibchen einen markanten und kugelförmigen Eikokon. Dieser wird an einem dünnen Faden neben dem Fangnetz aufgehängt und ist unten mit einer rohrartigen Öffnung versehen, durch diese die Jungspinnen nach dem Schlupf den Kokon verlassen können. Die ausgewachsenen Tiere sind fast ganzjährig zu finden.

## Systematik
Erstbeschreiber Charles Athanase Walckenaer ordnete die Diebsspinne 1841 als Baldachinspinne mit der Bezeichnung Linyphia argyrodes ein. Eugène Simon ordnete die Art bei seiner Erstbeschreibung der Gattung der Diebsspinnen 1864 auch diese Art darin ein, wo sie zuerst die Bezeichnung Argyrodes epeirae erhielt. Gleicher Autor führte 1881 erstmals die heutige Bezeichnung Argyrodes argyrodes ein, die sich jedoch erst nach mehrmaligen Namensänderungen erst 1977 unter Pierre L. G. Benoit allmählich durchsetzte. Die Diebsspinne ist die Typusart der Gattung.

## Galerie

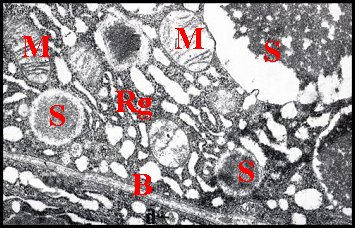
Weitere Mikroskopie der Drüsenorgane
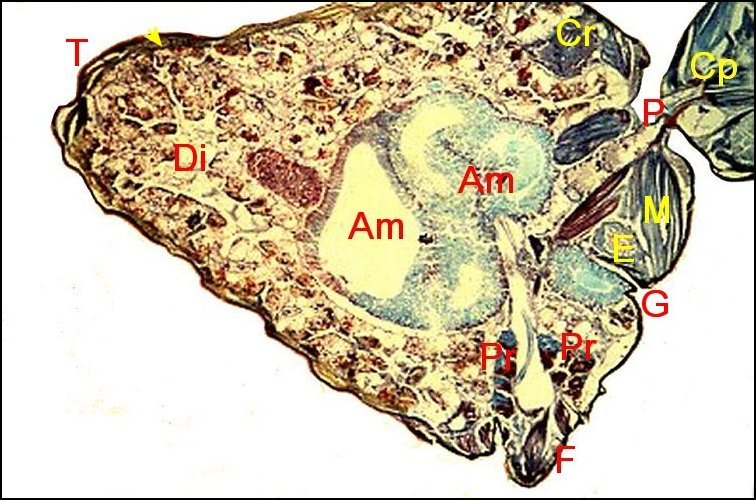
Querschnitt des Abdomens der Diebsspinne